# Ziekeliedenstraat
De Ziekeliedenstraat (Rue des Lépreux) of voorheen de Robbroeckstrate is een straat in de stad Mechelen. De Ziekeliedenstraat is een smal verbindingsstraatje tussen de Korenmarkt en het Onze-Lieve-Vrouwekerkhof met uitzicht op de westertoren van de Onze-Lieve-Vrouwekerk.  

## Herkomst

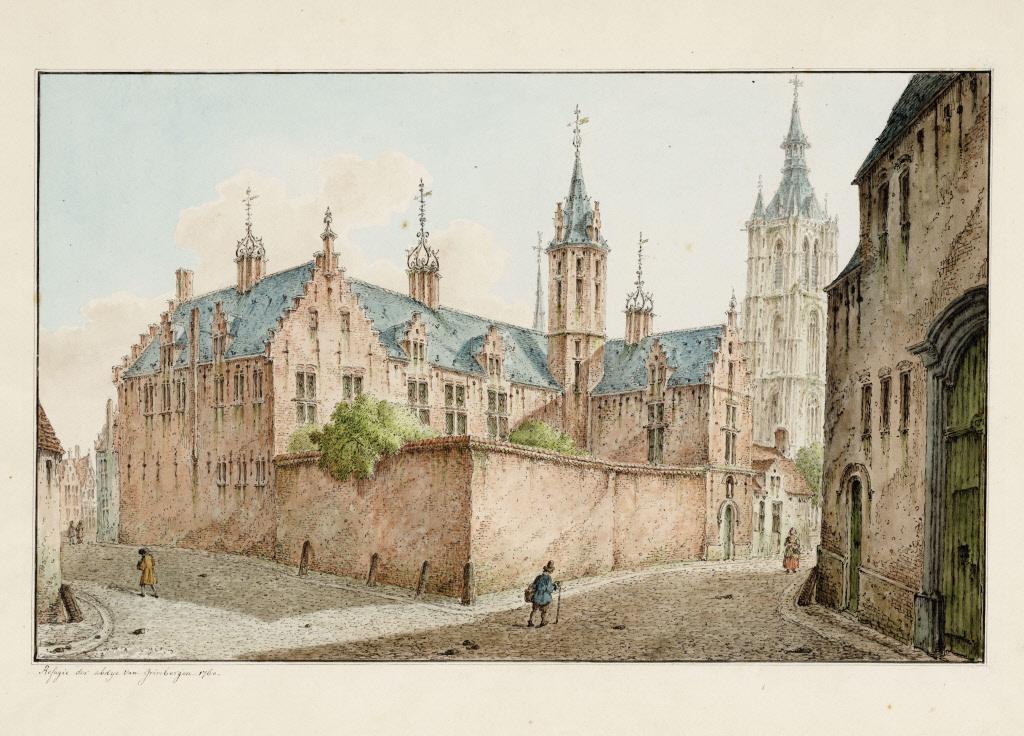
Zicht op het refugie van de abdij van Grimbergen op de hoek Ziekeliedenstraat en Lieve-Heerstraat (1760) door Jan-Baptist De Noter.

De oorspronkelijke benaming 'Robbroeckstrate' zou van de 14de eeuw tot de 17de eeuw gebruikt worden door de Mechelaars. Volgens priester en lokaal historicus Willem Van Caster zou het oorspronkelijk landgoed en landhuis (wat gelegen was ter hoogte van de huidige Ziekeliedestraat) in bezit zijn geweest van het riddergeslacht van Robbroek, die decennia lang als schepen en magistraten deel uit maakten van het Mechels stadsbestuur. De oudste vermelding gaat terug tot een erfenisakte uit 1345 waarin geschreven staat: "Nycholaus dictus Wisselere, frater Tercii Ordinis,(...) in heredilatem quandam Henrici Naghelman, (...) Silam in platen dicta de Rogbroecstrate, inter hereditatem Arnoldi de Hanswyc et het. Walteri dixit Blanke."  

## Ziekeliedeklooster
Niklaas Evrardi of Nicolaas Everaerts zou het landhuis en de bijhorende gronden aankopen. Hij zou in 1505 aangesteld worden als president van de Grote Raad van Mechelen. Al in 1209 is er reeds sprake van een gasthuis voor melaatsen en leprapatiënten dat beter bekend stond als Ziekeliedenklooster. De oorspronkelijke locatie van dit klooster situeert men net buiten de Overste poort, links van de steenweg op Brussel. Dit klooster zou in 1578 afgebrand worden door de geuzen waardoor de Ziekeliedezusters in 1590 het landgoed van Everaerts zouden overkopen. De zusters zouden doorheen de 17de eeuw de originele ambtswoning ombouwen en uitbreiden tot een volwaardig klooster, inclusief de bouw van een kapel. In 1783 werd de Ziekeliedeorde opgeheven en werden de gebouwen gebruikt als militaire bakkerij. In de periode 1802-1870 zouden de gebouwen gebruikt worden als weldadigheidsatelier en militaire opslagplaats tot men in het midden van de 20ste eeuw alle gebouwen zou afbreken. Volgens priester en lokaal historicus Willem Van Caster zouden de fundamenten van het huidig gebouw van de volksbibliotheek teruggaan tot de 14de eeuw.
Mits dat het landgoed in de tweede helft van de 16de eeuw in het bezit kwam van de Ziekeliedezusters zouden de Mechelaars nog lang de benaming 'Robbroeckstrate' gebruiken. Vanaf de 16de eeuw begint echter de schrijfwijze te verbasteren. Zo lezen we Robbrechtstraetken (1544), Robbroeckstrate en 't Robbroecxstraetken (1559), Sieckelieden straet (1624), Robbrootstraet (1655), Robbroeckstraet of Siekeliede straat (1660), Robbrootstraet (1674) en Siekelieden straet (1698). De wijkboeken uit 1647 beschrijven het Robbroeckstraetken.  